# Rio Gălăoaia
O Rio Gălăoaia é um rio da Romênia, afluente do Mureş, localizado no distrito de Mureş.